# 布赫布伦
布赫布伦是德国巴伐利亚州的一个市镇。总面积4.57平方公里，总人口1033人，其中男性506人，女性527人（2011年12月31日），人口密度226人/平方公里。